# Хлорид бензалконію
Хлорид бензалконію (BZK, BKC, BAK, BAC), також відомий як алкилдиметилбензиламонію хлорид (ADBAC) і під торговою назвою Зепіран/Зефіран (Zephiran) є одним з видів катіонних поверхнево-активних речовин. Це органічна сіль, що класифікується як четвертинна амонієва сполука. ADBAC мають три основні різновиди застосування: в якості біоциду, катіонної поверхнево-активної речовини та агента фазового переносу. ADBAC - це суміш хлоридів алкилбензилдиметиламонію, в якій алкільна група має різну довжину алкільних ланцюгів з парними номерами.

## Розчинність та фізичні властивості
Залежно від чистоти хлорид бензалконію варіюється від безбарвного до блідо-жовтого кольору (нечистий). Хлорид бензалконію легкорозчинний в етанолі та ацетоні. Розчинення у воді відбувається повільно. Водні розчини повинні бути нейтральними або злегка лужними. Розчини піняться при струшуванні. Концентровані розчини мають гіркий смак і слабкий мигдалеподібний запах.
Стандартні концентрати виробляються у вигляді 50% і 80% мас. розчинів і продаються під торговими назвами BC50, BC80, BAC50, BAC80 тощо. 50% розчин є чисто водним, тоді як більш концентровані розчини вимагають включення модифікаторів реології (спирти, поліетиленгліколі тощо) для запобігання збільшенню в’язкості або утворення гелю в умовах низьких температур.

## Катіонна поверхнево-активна речовина
Хлорид бензалконію також має властивості поверхнево-активної речовини, розчиняючи ліпідну фазу слізної плівки та збільшуючи проникнення ліків, що робить його корисною допоміжною речовиною, але з ризиком викликати пошкодження поверхні ока.
- Мийні засоби та засоби для прання.
- Пом'якшувачі для текстилю.

## Фазовий агент передачі
Хлорид бензалконію є основою каталізу фазового переносу, важливою технологією в синтезі органічних сполук, включаючи лікарські препарати.

## Біоактивні агенти
Завдяки своїй антимікробній активності, хлорид бензалконію є активним складником багатьох споживчих товарів:
- Фармацевтичні продукти, такі як очні, вушні та носові краплі або упорскувачі, як консервант.
- Засоби особистої гігієни, такі як знезаражувальні засоби для рук, вологі серветки, шампуні, мило, дезодоранти та косметика.[4]
- Знезаражувачі для шкіри та розприскувачі для промивання ран, наприклад Бактин.[5][6]
- Пастилки для горла[7] та полоскання рота, як біоцид
- Сперміцидні креми.
- Чистильні засоби для підлоги та твердих поверхонь в якості знезаражувального засобу, такі як Лізол і Деттол - антибактеріальний розприскувач і серветки.
- Альґіциди для очищення від водоростей, моху, лишайників із доріжок, черепиці, басейнів, кладки тощо.

Хлорид бензалконію також використовується у багатьох неспоживчих процесах та виробах, у тому числі як активний складник при хірургічному знезараженні. Вичерпний перелік використання включає промислові застосування. Перевага хлориду бензалконію, якої немає в антисептиків на основі етанолу або перекису водню, полягає в тому, що він не викликає відчуття печіння при нанесенні на пошкоджену шкіру. Проте тривалий або повторний контакт зі шкірою може викликати дерматит.
Під час пандемії COVID-19 час від часу виникала нестача засобів для чищення рук, що містять етанол або ізопропанол як активні складники. Управління з продовольства і медикаментів США заявило, що хлорид бензалконію підходить як альтернатива для протирання рук медичним персоналом. Однак, посилаючись на правило УПМ, ЦКЗ США заявляє, що у нього немає рекомендованої альтернативи етанолу або ізопропанолу в якості активних складників, і додає, що "наявні дані свідчать про те, що хлорид бензалконію володіє менш надійною активністю проти певних бактерій і вірусів, ніж будь-який з цих спиртів". У листопаді 2020 року в журналі Journal of Hospital Infection було оприлюднено дослідження складів хлориду бензалконію; було встановлено, що лабораторні та комерційні знезаражувальні засоби з умістом від 0,13% до 0,28% інактивують вірус SARS-CoV-2 протягом 15 секунд після контакту, навіть за наявності ґрунту або жорсткої води. Це призвело до зростання консенсусу про те, що знезаражувальні засоби бензалконію настільки ж дієві, як знезаражувальні засоби на основі спирту, попри рекомендації ЦКЗ. Як знезаражувач для рук використання бензалконію в деяких ситуаціях може бути вигіднішим, ніж етанолу, оскільки він володіє значно більшою залишковою антибактеріальною дією на шкірі після першого застосування. Хлорид бензалконію демонструє стійку протимікробну дію протягом чотирьох годин після контакту, тоді як знезаражувальний засіб на основі етанолу демонструє захист шкіри лише протягом 10 хвилин після нанесення. 

### Ліки
Хлорид бензалконію - часто використовуваний консервант для очних крапель; типові концентрації коливаються від 0,004% до 0,01%. Вищі концентрації можуть бути їдкими та спричинити незворотні пошкодження ендотелію рогівки.
Уникнення використання розчинів хлориду бензалконію під час носіння контактних лінз обговорюється в літературі.
Через антимікробну дію при нанесенні на шкіру до деяких місцевих ліків від прищів додають хлорид бензалконію для підвищення дієвості або строку придатності.
У Росії та Китаї хлорид бензалконію використовується як контрацептив. Таблетки вводять вагінально або наносять гель, що призводить до місцевої сперміцидної контрацепції. Це небезпечний спосіб застосування, що може викликати подразнення.

### Бджільництво
Застосовується в бджільництві для лікування гнильцевих захворювань розплоду.

### Побічні ефекти
Хоча в минулому хлорид бензалконію був поширеним як консервант в офтальмологічних препаратах, його очна токсичність та подразнювальні властивості  разом із попитом споживачів змусили фармацевтичні компанії збільшити виробництво препаратів, що не містять консервантів, або замінити хлорид бензалконію консервантами, що менш шкідливі. 
Багато препаратів для інгаляцій та носових упорскувачів містять хлорид бензалконію як консервант, попри значні докази того, що він може негативно впливати на війкові рухи, мукоциліарний кліренс, гістологію слизової оболонки носа, функцію нейтрофілів людини та реакцію лейкоцитів на місцеве запалення. Хоча деякі дослідження не виявили кореляції між використанням хлориду бензалконію у концентраціях 0,1% або нижче у носових упорскувачах та ринітом, спричиненим лікарськими засобами, інші радили уникати хлориду бензалконію у носових упорскувачах. У Сполучених Штатах носові стероїдні препарати, які не містять хлориду бензалконію, включають будесонід, тріамцинолон ацетонід, дексаметазон та аерозольні інгалятори Беконаза та Вансеназа. 
Хлорид бензалконію викликає подразнення тканин середнього вуха у звичайних концентраціях. Доведено токсичність для внутрішнього вуха.
Професійний вплив хлориду бензалконію пов’язаний з розвитком астми. У 2011 році велике клінічне дослідження, покликане оцінити дієвість знезаражувальних засобів для рук на основі різних активних складників у запобіганні передачі вірусів серед школярів було переплановано таким чином, щоб виключити знезаражувальні засоби на основі хлориду бензалконію через проблеми з безпекою.
Хлорид бензалконію широко використовується в якості фармацевтичного консерванту і протимікробного засобу з 1940-х років. Хоча ранні дослідження підтвердили корозійні та подразнювальні властивості хлориду бензалконію, вивчення негативного впливу хлориду бензалконію і пов'язаних з ним захворювань почалося тільки в останні 30 років.

## Токсикологія
У RTECS наведені такі дані з гострої токсичності: 
| Організм | Шлях впливу       | Доза (LD50) |
| -------- | ----------------- | ----------- |
| Щур      | Внутрішньовенно   | 13.9 мг/кг  |
| Щур      | Орально           | 240 мг/кг   |
| Щур      | Внутрішньочеревно | 14.5 мг/кг  |
| Щур      | Підшкірно         | 400 мг/кг   |
| Миша     | Підшкірно         | 64 мг/кг    |

Хлорид бензалконію є подразником шкіри людини та сильним подразником очей. Це підозрювано респіраторний токсикант, іммунотоксікант, шлунково-кишковий токсикант і нейротоксикант   
Препаратами хлориду бензалконію для споживчого використання є розведені розчини. Концентровані розчини токсичні для людини, викликають корозію/подразнення шкіри та слизових оболонок, а також смерть за приймання всередину в достатній кількості. 0,1% - це щонайбільша концентрація хлориду бензалконію, яка не викликає первинного подразнення на непошкодженій шкірі та не діє як барвник. 
Отруєння хлоридом бензалконію визнано в літературі. Дослідження 2014 року, в якому докладно описується смертельне проковтування до 8,1 унції (240 мл) 10% хлориду бензалконію 78-річним чоловіком, також містить короткий опис оприлюднених нині повідомлень про випадки проковтування хлориду бензалконію. Хоча більшість випадків викликано плутаниною в умісті контейнерів, в одному випадку причиною отруєння двох немовлят названо неправильне аптечне розведення хлориду бензалконію. У 2018 році японську медсестру заарештували та визнали, що вона отруїла приблизно 20 пацієнтів у лікарні в Йокоґамі шляхом введення хлориду бензалконію у їх крапельні пакети для внутрішньовенного введення.
Отруєння хлоридом бензалконію домашніх тварин було визнано результатом прямого контакту з поверхнями, очищеними знезаражувальними засобами, в яких в якості активного складника використовується хлорид бензалконію.

## Біологічна активність
Найбільша біоцидна активність пов'язана з похідними C12 додецила і C14 мірістил-алкіла. Вважається, що механізм бактерицидної/мікробіцидної дії обумовлений порушенням міжмолекулярних взаємодій. Це може привести до дисоціації ліпідного бішару клітинних мембран, що порушує контроль клітинної проникності та викликає витік клітинного вмісту. Інші біомолекулярні комплекси всередині бактеріальної клітини також можуть піддаватися дисоціації. Ферменти, які тонко контролюють широкий спектр дихальної та метаболічної діяльності клітини, особливо схильні до деактивації. Критичні міжмолекулярні взаємодії та третинні структури в таких високоспецифічних біохімічних системах можуть бути легко порушені катіонними поверхнево-активними речовинами.
Розчини хлориду бензалконію є скородійними біоцидними засобами з помірно тривалим строком дії. Вони активні щодо бактерій і деяких вірусів, грибків і найпростіших. Бактеріальні спори вважаються стійкими. Залежно від концентрації розчину є бактеріостатичними або бактерицидними. Грампозитивні бактерії зазвичай більш сприйнятливі, ніж грамнегативні. Активність залежить від концентрації ПАР, а також від концентрації бактерій (інокулята) у мить обробки. Рівень pH не сильно впливає на активність, але значно підвищується при вищих температурах і тривалому часі впливу.
У дослідженні 1998 року, проведеному за протоколом УПМ, безалкогольний знезаражувальний засіб з хлоридом бензалконію як активним складником відповідав стандартам дієвості УПМ, в той час, як розповсюджений знезаражувальний засіб на спиртовій основі Purell не відповідав. Дослідження, проведене і представлене провідним американським розробником, виробником і продавцем протимікробних препаратів місцевої дії на основі четвертинних амонієвих сполук, показало, що їх власний знезаражувальний засіб на основі хлориду бензалконію після багаторазового використання працює краще, ніж знезаражувальний засіб для рук на спиртовій основі.
Поліпшення якості та дієвості хлориду бензалконію в сучасних безалкогольних знезаражувальних засобах для рук дозволило зняти заклопотаність ЦКЗ щодо грамнегативних бактерій, і провідні вироби стали однаково дієвими, якщо не більш дієвими відносно грамнегативних бактерій, особливо метало-бета-лактамази-1 Нью-Делі та інших стійких до антибіотиків бактерій.
Для розширення біоцидного спектра і підвищення дієвості знезаражувальних засобів на основі бензалконію можна використовувати новіші склади, в яких бензалконій змішується з різними похідними четвертинного амонію. Способи складання рецептур були використані для посилення вірусоцидної активності знезаражувальних засобів на основі четвертинного амонію, таких як Virucide 100, щодо типових інфекційних загроз в охороні здоров'я, таких як гепатит і ВІЛ. Використання відповідних допоміжних речовин також може значно посилити спектр дії, дієвість і мийну здатність, а також запобігти деактивації в умовах використання. Розробка рецептури також може допомогти мінімізувати деактивацію бензалконієвих розчинів за наявності органічних та неорганічних забруднень.

## Деградація

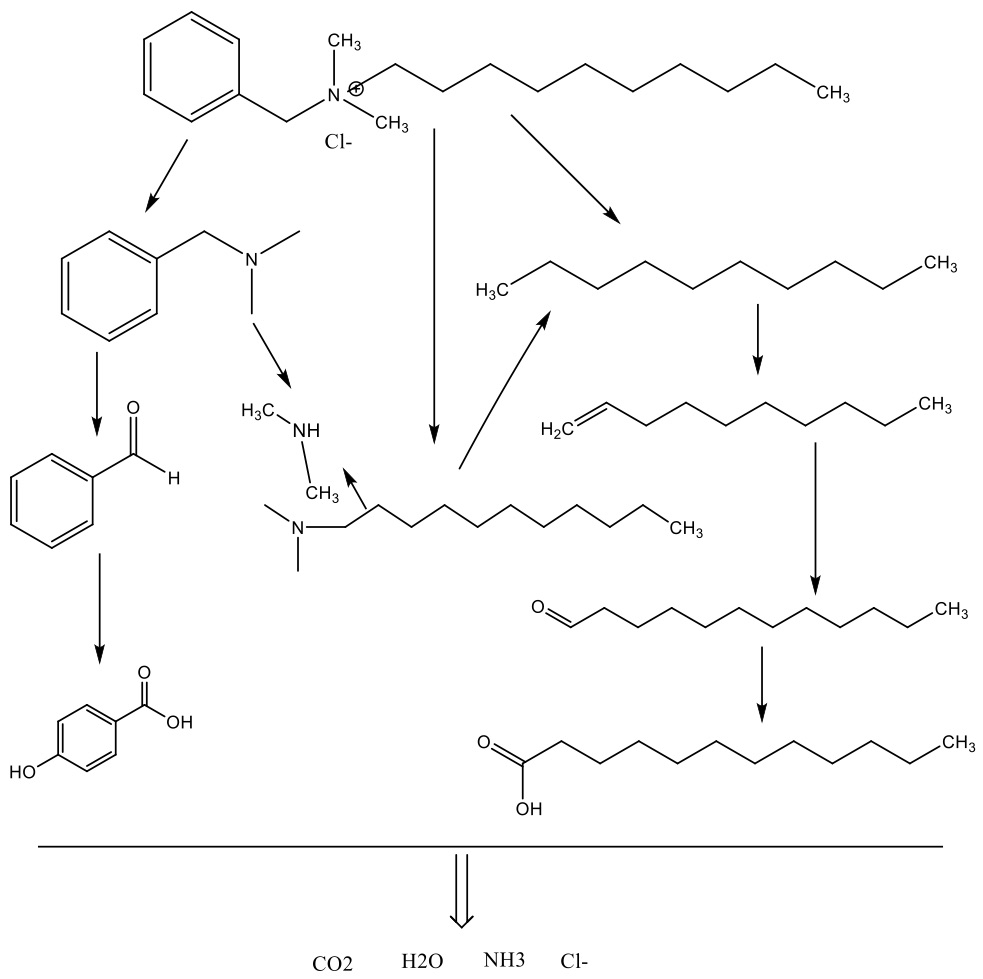
Шляхи біодеградації хлориду бензалконію за методом Фентона (H_{2}O_{2}/Fe^{2+})

Розпад хлориду бензалконію відбувається після послідовних етапів дебензилування, деалкілування та деметилювання з утворенням бензилхлориду, алкілдиметиламіну, диметиламіну, довголанцюгового алкану та аміаку. Проміжні, основні та другорядні продукти можна розбити на CO2, H2O, NH3 та Cl-. Першим кроком до біорозкладання хлориду бензалконію є поділ або відщеплення алкільного ланцюга від четвертинного азоту, як показано на схемі. Це відбувається шляхом абстрагування водню від алкільного ланцюга за допомогою гідроксильного радикала, що приводить до радикала з вуглецевим центром. В результаті виходить бензилдиметиламін в якості першого проміжного продукту і додеканаль в якості основного продукту. 
Звідси бензилдиметиламін можна окислити до бензойної кислоти за допомогою методу Фентона. Триметиламінову групу в диметилбензиламіні можна розщепити з утворенням бензилу, який може бути далі окислений до бензойної кислоти. Бензойна кислота використовує гідроксилування (додавання гідроксильної групи) для утворення р-гідроксибензойної кислоти. Бензилдиметиламін можна потім перетворити в аміак шляхом дворазового деметилювання, яке видаляє обидві метилові групи з подальшим дебензилюванням, видаляючи бензильну групу за допомогою гідрогенізації. Діаграма представляє запропоновані шляхи біодеградації BAC як для гідрофобних, так і для гідрофільних областей поверхнево-активної речовини. Оскільки стеаралконію хлорид - це тип хлориду бензалконію, процес біологічного розкладання має відбуватися таким же чином.

## Регулювання
Хлорид бензалконію класифікується як антисептична діюча речовина категорії III Агентством США з контролю за продуктами та ліками (УПМ). Інгредієнти належать до категорії III, коли "наявних даних недостатньо для класифікації в якості безпечних і дієвих, і потрібне подальше тестування". Застосування хлориду бензалконію було відкладене від подальшого прийняття правил у 2019 році в Остаточному правилі УПМ з безпеки та дієвості споживчих знезаражувальних засобів для рук, "щоб дозволити поточне вивчення і представлення додаткових даних з безпеки та дієвості, необхідних для прийняття рішення" про те, чи відповідає він цим критеріям для використання в безрецептурних знезаражувальних засобах для рук, але агентство вказало, що воно не має наміру вживати заходів з видалення з ринку знезаражувальних засобів для рук на основі хлориду бензалконію. Визнано, що потрібно більше даних про його безпеку та дієвість, особливо щодо:
- Фармакокінетичні дослідження людини, включаючи відомості про її метаболіти
- Дослідження поглинання, розподілу, метаболізму та виведення у тварин
- Дані, які допомагають визначити вплив препарату на шкірне всмоктування
- Канцерогенність
- Дослідження з токсикології розвитку та репродуктивної токсикології
- Можливі гормональні впливи
- Оцінка потенціалу розвитку стійкості до бактерій
- Ризики використання його як способу контрацепції

У вересні 2016 року УПМ оголосило про заборону дев'ятнадцяти складників споживчого антибактеріального мила, посилаючись на відсутність доказів безпечності та дієвості. Заборону на три додаткові складники, включаючи хлорид бензалконію, було відкладено, щоб дати можливість завершити поточні дослідження.

## Подальше читання
- Rieger, M M (1997). The Skin Irritation Potential of Quaternaries (PDF). Soc. Cosmet. Chem. 48: 307—317. Архів оригіналу (PDF) за 7 грудня 2014.
- Thorup I: Evaluation of health hazards by exposure to Quaternary ammonium compounds, The Institute of Food Safety and Toxicology, Danish Veterinary and Food Administration,
- Verret, DJ; Marple, BF. (Feb 2005). Effect of topical nasal steroid sprays on nasal mucosa and ciliary function. Curr Opin Otolaryngol Head Neck Surg. 13 (1): 14—8. doi:10.1097/00020840-200502000-00005. PMID 15654209.

## Зовнішні посилання
- International Programme on Chemical Safety, International Chemical Safety Card (ICSC) - Benzalkonium Chloride
- National Institute for Occupational Safety and Health (NIOSH), International Chemical Safety Card (ICSC) - Benzalkonium Chloride
- International Programme on Chemical Safety, Poisons Information Monograph (PIMs) - Benzalkonium Chloride
- Haz-Map Category Details - Benzalkonium Chloride
- ToxNet Human Safety Database - Benzalkonium Chloride Compounds
- Recognition and Management of Pesticide Poisonings, United States Environmental Protection Agency, Office of Pesticide Programs, Sixth Edition, 2013
- CDC Healthcare Infection Control Practices Advisory Committee (HICPAC), Guideline for Disinfection and Sterilization in Healthcare Facilities, 2008
- Santa Cruz Biotechnology, Inc. MSDS
- Spectrum Labs "Clear Bath" Algae Inhibitor MSDS
- Nile Chemicals MSDS
- TCI America MSDS
- Sciencelab.com, Inc. MSDS
- Nasal Saline Sprays - The Additives May Be the Problem
- БЕНЗАЛКОНІЮ ХЛОРИД. Фармацевтична енциклопедія (укр.). Процитовано 24 січня 2022.